# Chad le Clos
Chad Guy Bertrand le Clos (født 12. april 1992) er en sydafrikansk svømmer. Han blev olympisk mester på 200m butterfly og sølvmedaljevinder på 100m butterfly ved sommer-OL 2012 i London.